# Three Live Ghosts

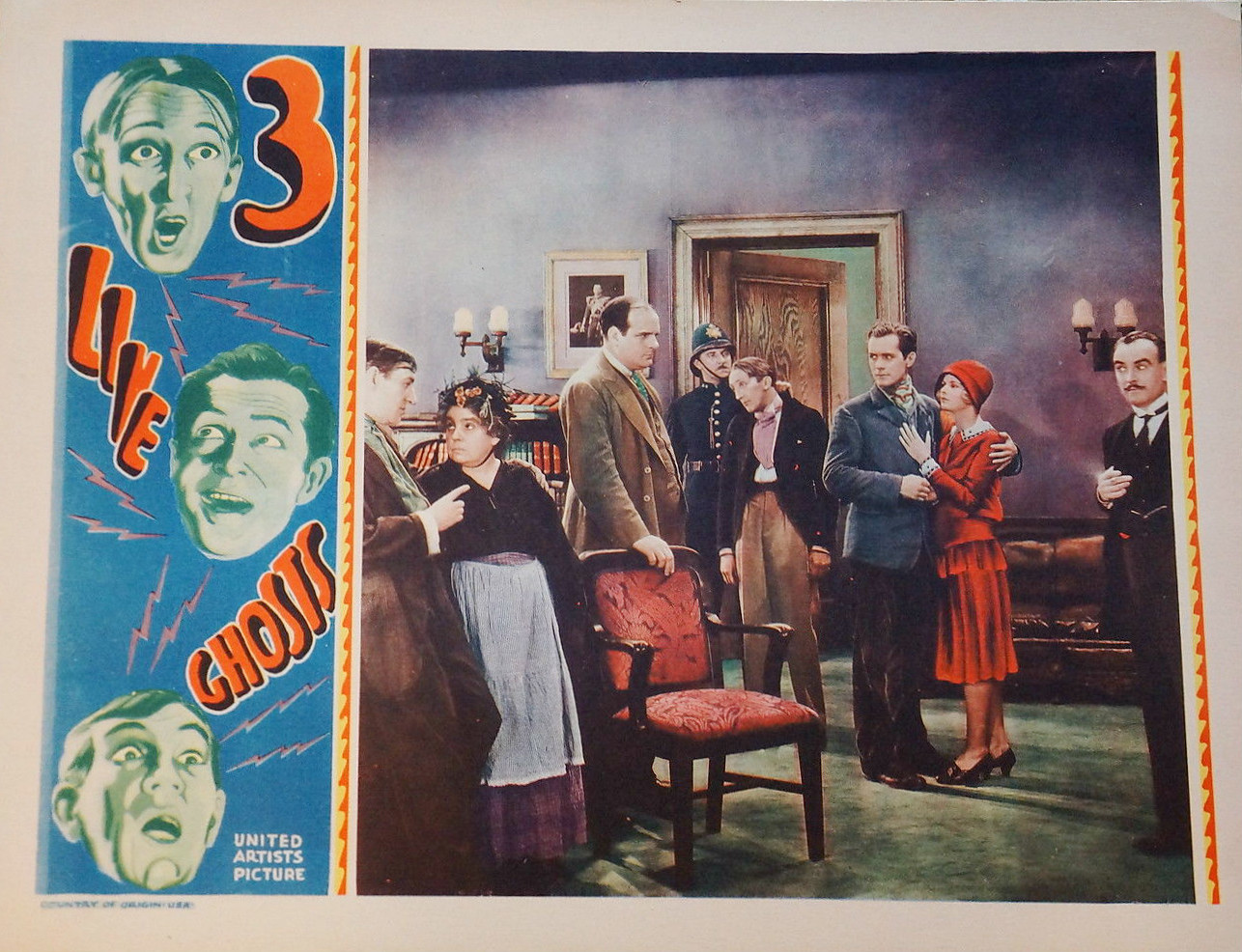
Cartaz do filme de comédia norte-americano Three Live Ghosts (1929), com Joan Bennett, Claud Allister, Charles McNaughton, Beryl Mercer, Robert Montgomery e Harry Stubbs.

Three Live Ghosts é um filme norte-americano de 1929, do gênero comédia, dirigido por Thornton Freeland e estrelado por Beryl Mercer, Hilda Vaughn, Harry Stubbs, Nancy Price, Robert Montgomery e Tenen Holtz. Três veteranos da Primeira Guerra Mundial volta para Londres após o armistício, apenas para descobrir que eles têm sido equivocadamente listados como mortos. Foi baseado na peça Three Live Ghosts, de Frederic S. Isham.